# Japetus tostus
Japetus tostus är en insektsart som först beskrevs av Stsl 1859.  Japetus tostus ingår i släktet Japetus och familjen lyktstritar. Inga underarter finns listade i Catalogue of Life.